# CD Espoli
Club Deportivo Espoli jest zawodowym ekwadorskim klubem piłkarskim z siedzibą w mieście Quito. Klub należy do akademii policyjnej w Quito (Ecuela Superior de Policía), skąd pochodzi jego nazwa.

## Osiągnięcia

### Krajowe
- Serie A

| zwycięstwo (0):     | –    |
| drugie miejsce (1): | 1995 |

## Historia
Klub Espoli powstał 5 lutego 1986. Mecze u siebie rozgrywa na stadionie Estadio Guillermo Albornoz położonym w Cayambe koło Quito. Club Deportivo Espoli rozgrywa także mecze domowe w miastach Ibarra (na północ od Quito) i w Quito. W 1995 Espoli został wicemistrzem Ekwadoru, wyprzedzony przez Barcelona SC. W następnym roku drużyna wystąpiła w Copa Libertadores. W 2006 roku klub spadł do drugiej ligi.